# Isabela Markéta Orleánská
Elisabeth Marguerite d'Orléans, známá také pod jménem Isabela d'Orléans, (26. prosince 1646, Paříž – 17. března 1696, Versailles) byla francouzská vévodkyně a šlechtična.

## Život

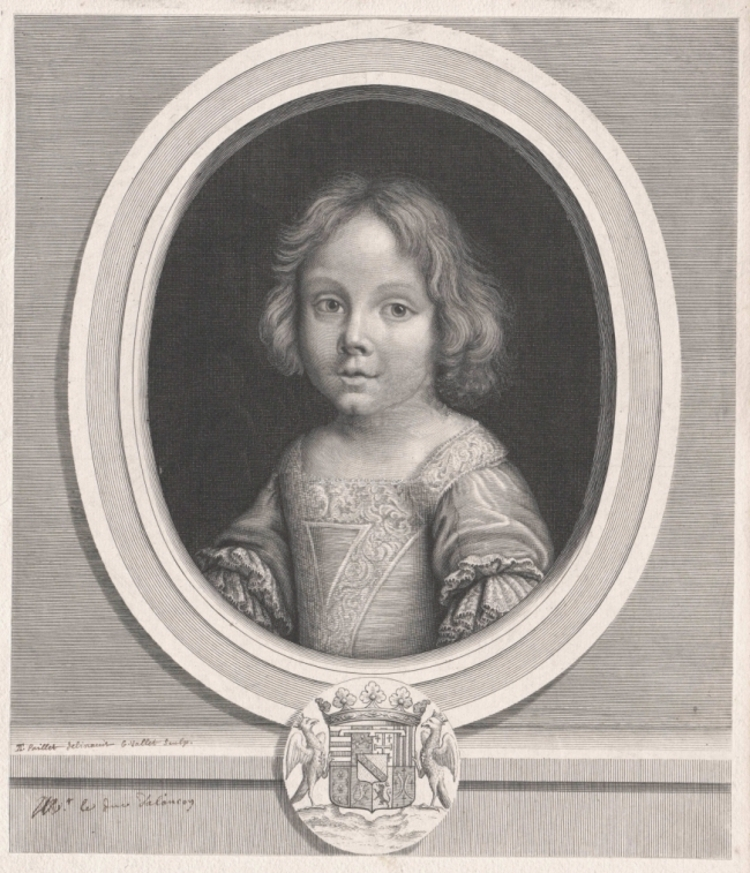
František Josef de Lorraine

Narodila se v Paříži v Lucemburském paláci, který je v současnosti sídlem francouzského Senátu. Isabela byla známá pod křestním jménem Elisabeth, avšak vždy se podepisovala jako Isabela.

### Manželství
Isabela se vdala za vévodu Ludvíka Josefa de Guise.
Isabela a Ludvík se vzali na zámku Château de Saint-Germain-en-Laye nedaleko Paříže dne 15. května 1667 za přítomnosti soudu a princů královské krve. Její manžel byl o čtyři roky mladší než ona. Později byla Isabela známá jako Madame de Guise. Manželský pár měl celkem jedno dítě - Františka Josefa de Lorraine, pozdějšího vévodu.

### Úmrtí manžela
Ludvík zemřel v roce 1671 na neštovice. Její syn posléze zdědil všechny otcovy tituly. Po smrti své matky roku 1672 se svým synem přestěhovala do Lucemburského paláce. Zde také František zemřel v důsledku zranění roku 1675. Po smrti svého syna se stala vévodkyní z Alençonu a Angoulême. Isabela zemřela 25 let po smrti manžela ve Versailles, to jest v roce 1696 ve věku 49 let. Byla pohřbena v pařížském klášteře.